# سوریتاما
سوریتاما (つり球، به معنای فیشینگ‌بال)، یک مجموعه تلویزیونی انیمیشن ژاپنی است که بین ۱۳ آوریل ۲۰۱۲ تا ۲۸ ژوئن ۲۰۱۲ پخش شد. این انیمه تحت لایسنس سنتایی فیلم‌ورکس در آمریکای شمالی، MVM Films در بریتانیا، و Hanabee در استرالیا و نیوزیلند است.

## داستان
یوکی سانادا یک دانش‌آموز دبیرستانی است که با مادربزرگش زندگی می‌کند؛ شغل مادربزرگ به گونه ای است که مستلزم جابه‌جایی مکرر است. این امر یوکی را از برقراری هرگونه دوستی واقعی باز می‌دارد، طوری که حتی خیلی از مهارت‌های اجتماعی را هم بلد نیست. یوکی هر زمان که مضطرب می شود، خشکش می زند، نمی تواند نفس بکشد و احساس می کند در حال غرق شدن است. در آخرین محل کار مادربزرگش، جزیره انوشیما، با دانشجویی به نام هارو آشنا می‌شود و این آشنایی سبب دیدار با افراد دیگری همچون آکیرا و ناتسوکی می‌شود و اینجاست که جرقه‌ای برای تغییر زندگی یوکی زده می‌شود.